# Клан Кроуфорд

Гребінь клану Кроуфорд.

Герб вождів клану Кроуфорд.

Клан Кроуфорд (шотл. - Clan Crawford, гельск. - MacCreamhainn) - клан МакКревайнн - один з кланів рівнинної частини Шотландії - Лоуленду. На сьогодні клан Кроуфорд не має визнаного герольдами Шотландії та лордом Лева вождя, тому називається «кланом зброєносців». Останній вождь клану Кроуфорд Х'ю Рональд Джордж Кроуфорд продав свою землю і маєтки (клану Кросбі, Авхінеймс та іншим кланам) і переїхав до Канади у 1904 році. Він помер в Калгарі у 1942 році не лишивши спадкоємців.
Гасло клану: Tutum te robore reddam - Я дам вам безпеку міцності (гельск.)
Землі клану: Ренфрюшир, Айршир
Історичні резиденції клану: Замок Авхінеймс (шотл. - Auchinames Castle) - Ренфрюшир, замок Кроуфурдленд (шотл. - Craufurdland Castle) - Айршир.

## Історія клану Кроуфорд

### Походження клану Кроуфорд
Вважається, що назва клану Кроуфорд нормандського походження. Назва клану безпосередньо взята з назви вотчини в Ланаркширі. Ранні імена всіх вождів клану Кроуфорд норманські, але деякі вчені стверджують, що вожді клану мають англо-датське походження. Існує історична традиція, що Реджинальд - син графа Річмонда був одним з нормандських лицарів, що були запрошені на службу королем Шотландії Девідом I і отримали в нагороду за службу землі. Один із засновників клану Кроуфорд фігурує в легенді: король Шотландії на полюванні був атакований пораненим оленем і його врятував лицар Кроуфорд. У пам'ять цієї події було створене абатство Холіруд і сер Греган Кроуфорд отримав нагороди і титули за порятунок короля. Гребінь клану з зображенням оленя, герб вождів клану та гасло клану натякають саме на цю подію. 
Сер Реджинальд Кроуфорд був призначений шерифом Айр у 1296 році. Його сестра вийшла заміж за Воллеса Елдерслай і стала матір'ю шотландського героя і патріота Вільяма Воллеса. Якщо виходити з традиційною походження Вільяма Уоллеса, як син Малькольма Воллеса Елдерслай. Під час повстання за незалежність Шотландії клан Кроуфорд підтримав Вільяма Воллеса. Від ширифа Айр виникли основні гілки клану Кроуфорд: Кроуфорд Авхінейм та Кроуфорд Кроуфордленд. Основна лінія вождів клану отримала від короля вільної Шотландії Роберта І Брюса королівську грамоту на володіння землями Авхінеймс у Ренфруширі в 1320 році. 

### XV - XVII століття
Сер Вільям Кроуфорд був посвячений у лицарі королем Шотландії Джеймсом I. Він воював у складі шотландських найманців в армії короля Франції Карла VII. У 1423 році він був поранений при облозі Креюл (фр. - Creyult) в Бургундії. Джон Кроуфордленд був убитий в битві під Флодден у 1513 році так само як і лерди Авхінеймс. У 1547 році лерд Авхінеймс був убитий в битві під Пінкі Клев. Томас Кроуфорд Джорданхілл теж брав участь у битві рід Пінкі Клев, потрапив в полон і потім був викуплений. У 1569 році він споріднився з Генрі Стюартом - лордом Дарнлі, коли лорд Дарнлі одружився з Марією Стюарт - королевою Шотландії. Пізніше Кроуфорд засудив Мейтленда Лехерінгтонського і сера Джеймса Бальфура, як змовників у вбивстві лорда Дарнлі, проте він не співчував королеві, коли її скинули з трону. 
У XVII столітті замок Кроуфордленд був добряче розширений XVI лердом Кроуфорд. 

### XVIII століття - повстання якобітів
Джон Волкіншоу Кроуфордт - XX лерд Кроуфорд був видатним воїном, що вступив до армії в ранньому віці і дослужився до звання підполковника. Він брав участь у переможній битві під Деттінгеном у 1743 році проти французів. Два роки опісля він відзначився у битві при Фонтенуа. Але, незважаючи на те, що він вірно служив Великій Британії та Ганноверській династії, під час повстання якобітів у 1745 році він став до лав повстанців за незалежність Шотландії та за династію Стюартів. Він був соратником графа графа Кілмарнок - вождя клану Бойд. Після поразки повстанців він пішов з графом до кінця і зійшов разом з ним на ешафот, де він отримав відрубану голову графа і брав участь в урочистостях його похорону. За підтримку повстанців він був помилуваний, але потрапив в немилість. Пізніше, у 1761 році довіра до нього була відновлена і він навіть отримав посаду сокольничого короля Великої Британії. Він помер в 1793 році і залишив всі свої маєтки сера Томасу Коуттсу. Але це було оскаржене в суді Елізабет Кроуфорд, що в виграла справу в Палаті лордів в 1806 році. Ця гілка клану об'єдналася кланом Г'юстон, і вони досі живуть в Кроуфордленді. 

### ХІХ століття
Сер Олександр Кроуфорд Кілбірні отримав титул баронета в 1781 році.  
Його син - Роберт Кроуфорд командував Дивізією Світла під час Війни на Півострові. Він загинув у 1812 році під час наполеонівських війн, коли вів свої війська на штурм фортеці Сьюдад-Родріго. Пам'ятник йому був побудований в соборі Святого Павла в Лондоні. Х'ю Кроуфорд - XXI лерд Авхінеймс емігрував до Канади, продавши стародавні кланові землі в XX столітті. Лінія вождів клану урвалась. 

## Замки клану Кроуфорд
- Замок Авхінеймс (шотл. - Auchinames Castle) - Ренфрюшир.
- Замок Кроуфордленд (шотл. - Craufurdland Castle) - Айршир.
- Замок Алмонд (шотл. - Almond Castle) - Лінлітгоу.
- Замок Лоудаун (шотл. - Loudoun Castle) - Айршир, потім перейшов до клану Кемпбелл.

## Незвичайна смерть
Джон Кроуфорд з Кроуфоррдленду помер в 1612 році, у віці всього лише 21 рік в результаті травми, яку він отримав під час гри в футбол. Його вдова вийшла заміж за сера Девіда Барклая з Леділенду з округи Кілбірні, Ейршир. 